# David Čolina
David Čolina (Zagreb, 19 de julio de 2000) es un futbolista croata que juega en la demarcación de defensa para el N. K. Osijek de la Primera Liga de Croacia.

## Biografía
Tras empezar a formarse como futbolista en el G. N. K. Dinamo Zagreb durante nueve años, y otro más en el A. S. Monaco, finalmente el 22 de julio de 2019 se marchó traspasado al H. N. K. Hajduk Split. Hizo su debut con el primer equipo el 28 de julio de 2019 en la Primera Liga de Croacia contra el N. K. Varaždin, disputando los 90 minutos del encuentro.
En enero de 2023, con su contrato expirando en el mes de junio y tras 109 partidos en los que marcó tres goles, fue traspasado al F. C. Augsburgo. En sus primeros meses participó en siete encuentros, pero en la siguiente temporada solo lo hizo en una ocasión y en enero de 2024 fue cedido al Vejle Boldklub, equipo al que regresó en julio en una nueva cesión. Esta no fue la última, ya que en julio de 2025 fue prestado al N. K. Osijek.

## Clubes
| Club                    | País      | Año       | Partidos | Goles |
| ----------------------- | --------- | --------- | -------- | ----- |
| H. N. K. Hajduk Split   | Croacia   | 2019-2023 | 109      | 3     |
| F. C. Augsburgo         | Alemania  | 2023-2024 | 8        | 1     |
| Vejle Boldklub (cedido) | Dinamarca | 2024-2025 | 39       | 0     |
| N. K. Osijek (cedido)   | Croacia   | 2025-     |          |       |

## Palmarés

### Títulos nacionales
| Título          | Club                  | País    | Año  |
| --------------- | --------------------- | ------- | ---- |
| Copa de Croacia | H. N. K. Hajduk Split | Croacia | 2022 |